# ليندا ك. بورتون
ليندا ك. بورتون (بالإنجليزية: Linda K. Burton)‏ هي مبشرة أمريكية، ولدت في 19 أكتوبر 1952.